# Кристоф Ляйтгеб
Кристоф Ляйтгеб (нім. Christoph Leitgeb, * 14 квітня 1985, Грац) — колишній австрійський футболіст, виступав на позиції центрального півзахисника.
Відомий виступами за клуби «Штурм», «Ред Булл» та національну збірну Австрії.

## Клубна кар'єра
Вихованець футбольної школи клубу «Штурм» (Грац). Дорослу футбольну кар'єру розпочав 2005 року в основній команді того ж клубу, в якій провів два сезони, взявши участь у 54 матчах чемпіонату. Більшість часу, проведеного у складі «Штурма», був основним гравцем команди.
До складу клубу «Ред Булл» приєднався 2007 року. За команду з Зальцбурга виступав до 2019 року.
У 2019 повернувся до складу рідного «Штурма», де провів один сезон, після чого завершив кар'єру.

## Виступи за збірну
У 2006 році дебютував в офіційних матчах у складі національної збірної Австрії. Усього провів у формі головної команди країни 41 матч.
Був учасником домашнього для австрійців чемпіонату Європи 2008 року.

## Досягнення
- Чемпіон Австрії (9):

«Ред Булл»: 2008-09, 2009-10, 2011-12, 2013-14, 2014-15, 2015-16, 2016-17, 2017-18, 2018–19
- Володар Кубка Австрії (6):

«Ред Булл»: 2011-12, 2013-14, 2014-15, 2015-16, 2016-17, 2018–19